# 托芬

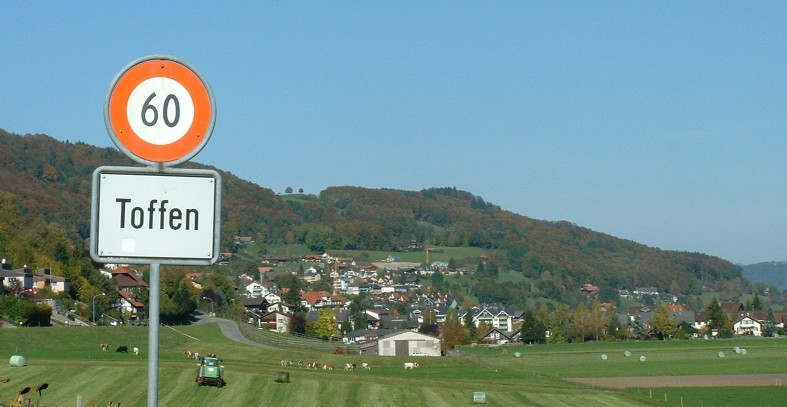

托芬是瑞士的城鎮，位於該國中西部，由伯恩州負責管轄，面積4.9平方公里，六成半土地是農業用地，海拔高度527米，2011年人口2,444，人口密度每平方公里499人。

## 外部連結
- （德文） Official website （页面存档备份，存于）